# Parafia św. Katarzyny w Łasinie
Parafia św. Katarzyny w Łasinie – parafia rzymskokatolicka w diecezji toruńskiej, w dekanacie Łasin, z siedzibą w Łasinie.

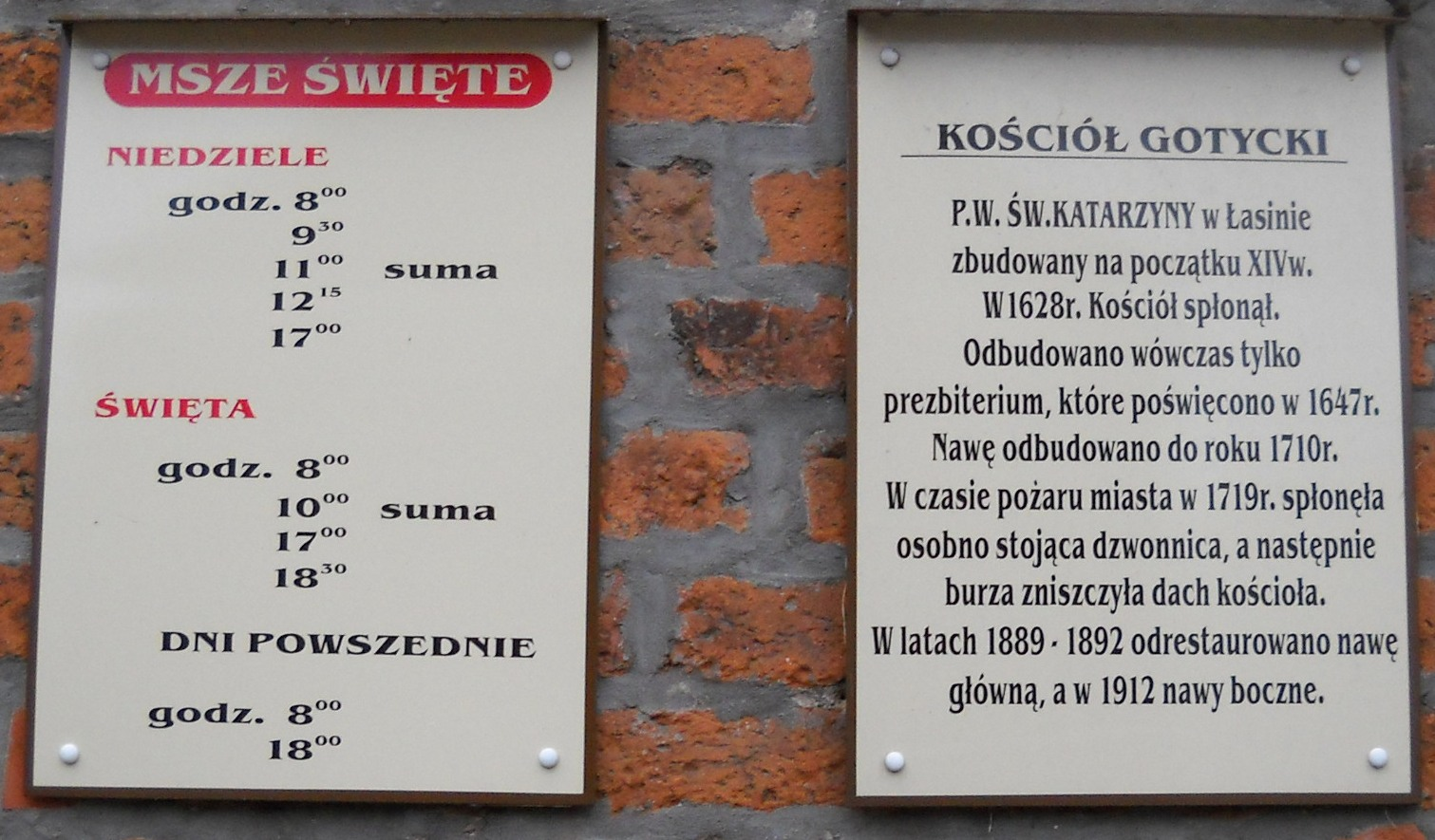
Tablica

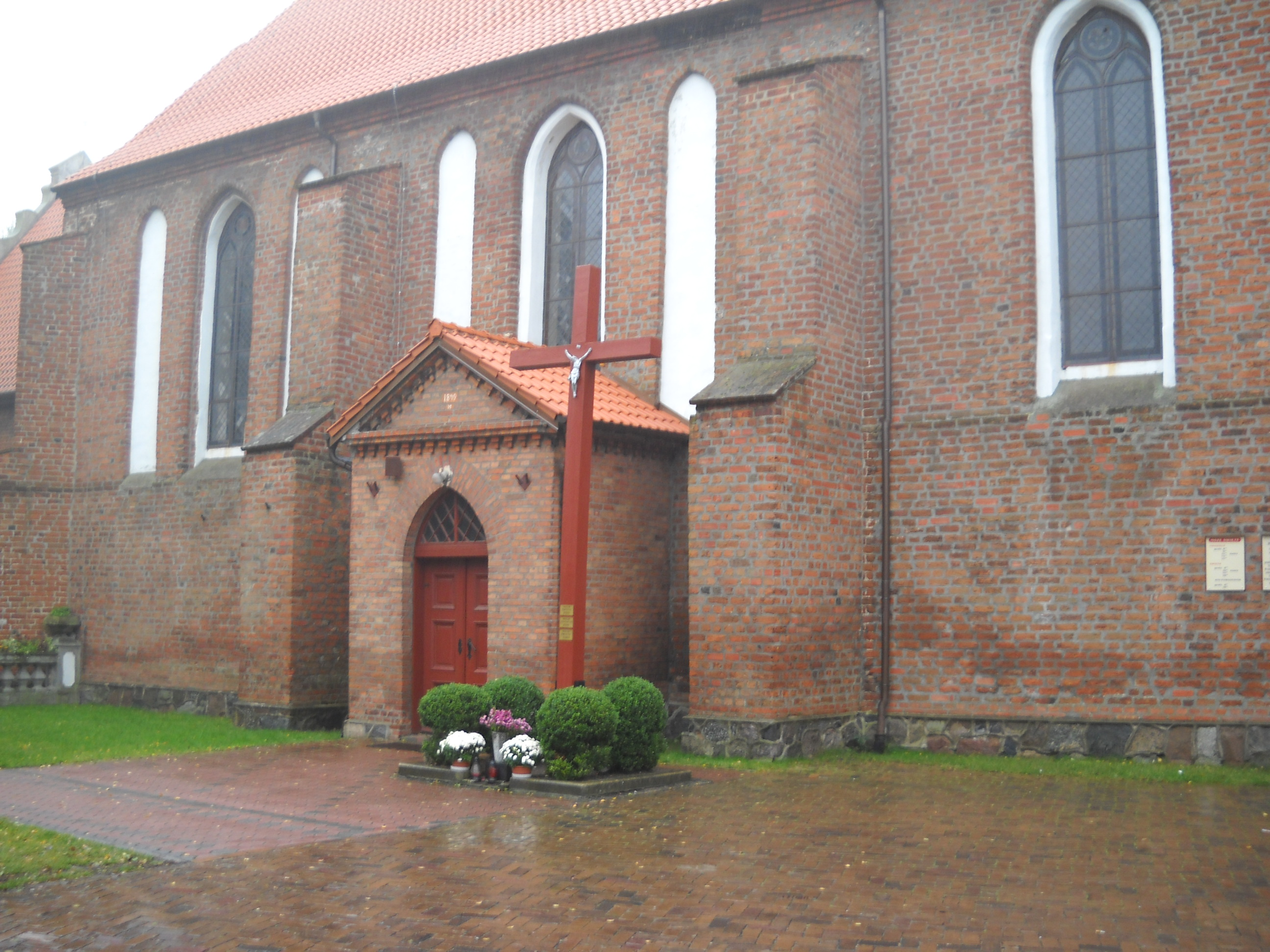
Boczne wejście do kościoła

Na terenie parafii w Łasinie znajduje się Dom Zakonny Sióstr Bosych Najświętszej Maryi Panny z Góry Karmel.

## Historia
Początki parafii łasińskiej sięgają średniowiecza. W średniowieczu parafia należała do diecezji pomezańskiej. Kościół parafialny w obecnej formie pobudowano w 1347 roku. W 1628 r. kościół został spalony przez Szwedów. W 1983 roku za ks. prałata Witolda Weinbergera pomalowano ściany wewnątrz kościoła oraz przeprowadzono generalną renowację wszystkich ołtarzy i stalli.
W Łasinie istniał jeszcze jeden kościół pod wezwaniem św. Marii Magdaleny. Gdy kościół parafialny (św. Katarzyny) został spalony przez Szwedów, kościół św. Marii Magdaleny służył za miejsce modlitwy dla całego miasta. Kościół został zniszczony podczas drugiej wojny szwedzkiej z 1670 roku.

### Proboszczowie
- ks. Walenty Kutkowski (w XVII w.)
- ks. Michał Truszczyński (1810-1822)
- ks. Ludwik Urbanowicz (1822-1833)
- ks. Andrzej Berent (1834-1863)
- ks. Jan Krebs (1863–1888)ks.
- ks. Piotr Nelke (1888–1905)
- ks. Wincenty Krajewski (1905-1925)
- ks. Marian Karczyński (13 lutego 1927–1939)[2]
- ks, Wojciech Zink (od lutego do maja 1940 - administrował parafią w Łasinie)
- ks. Aleksander Kluck (1945–1954)
- ks. Wilmar Bannach
- ks. prałat Alfons Muzalewski (1958–1980)
- ks. prałat Witold Weinberger (1980–2002)
- ks. kanonik Edmund Tucholski (2002–2010)
- ks. kanonik Grzegorz Grabowski  (od 2010)

## Miejscowości należące do parafii
- Bogdanki, Jakubkowo, Łasin-Wybudowanie, Nowe Błonowo, Stare Błonowo, Plesewo, Szonowo, Widlice.

## Ulice należące do parafii
- Bratkowa, Curie Skłodowskiej, Dworcowa, Grudziądzka, 700-lecia, Jaśminowa, Kościelna, Kościuszki, Kwiatowa, Osiedle Konarskiego, Lipowa, Liliowa, Młyńska, Odrodzenia Polski, Olimpijska, Podmurna, Radzyńska, Różana, Rynek, Solna, Stara, Studzienna, Sportowa, Tysiąclecia, Wałowa, Wodna, Wrzosowa, Zamkowa, Żeromskiego